# Lodewijk I van Hongarije
Lodewijk I van Hongarije (Visegrád, 5 maart 1326 - Nagyszombat, 10 september 1382), ook wel Lodewijk de Grote (Hongaars: Nagy Lajos; Kroatisch: Ludovik Veliki; Slowaaks: Ľudovít Veľký) of Lodewijk de Hongaar (Pools: Ludwik Węgierski) genoemd, was van 1342 tot aan zijn dood koning van Hongarije en van 1370 tot aan zijn dood koning van Polen. Hij behoorde tot het huis Anjou-Sicilië.

## Levensloop
Lodewijk I was een zoon van koning Karel I Robert van Hongarije en diens derde echtgenote Elisabeth van Polen, de zus van Casimir III, de laatste Poolse koning uit het huis Piasten. Na de dood van zijn vader werd Lodewijk in 1342 koning van Hongarije en werd hij in Székesfehérvár gekroond. Al vanaf het begin van zijn regering had hij de ambitie om van Hongarije tot een Europese grootmacht uit te bouwen en de macht van de koning te versterken.

### Beginjaren
In 1343 werd hij erkend als opperheer van Walachije. In 1344 en 1345 nam Lodewijk deel aan de veldtocht van de Duitse Orde en koning Jan de Blinde van Bohemen tegen het heidense grootvorstendom Litouwen.

### Napolitaanse campagne
Zijn broer, hertog Andreas van Calabrië, was getrouwd met koningin Johanna I van Napels en was tegen de wil van de paus tot prins-gemaal van Napels benoemd. Er ontstond hierdoor een oppositie tegen de prins-gemaal geleid door hertog Karel van Durazzo en in 1345 werd Andreas door hen vermoord. Om de dood van zijn broer te wreken, trok Lodewijk in 1347 met een leger naar Zuid-Italië. Terwijl Johanna I en haar tweede echtgenoot naar de Provence vluchtten, bleef Karel van Durazzo in Napels. Nadat Lodewijk in Napels arriveerde, werd hij door Karel van Durazzo als koning van Napels erkend. Desalniettemin werd Karel als hoofdverantwoordelijke voor de moord van Andreas gearresteerd en vervolgens geëxecuteerd.

### Expansie
Ook nam hij tussen 1356 en 1358 en tussen 1378 en 1381 deel aan twee oorlogen tegen de republiek Venetië, waarbij Lodewijk Dalmatië en de republiek Ragusa veroverde. Als koning van Hongarije liet hij de macht in het koninkrijk Kroatië, Dalmatië en Slavonië over aan zijn broer Stefanus.
In de binnenlandse politiek liet Lodewijk zich als koning van Hongarije ondersteunen door de kerk en de magnaten. Hij voerde meerdere bestuurshervormingen in, waarbij hij de macht van de Rijksdag inperkte en verschoof naar comitaten, die militaire centra en organen van de administratie en het justitiewezen beheerden. Tevens richtte hij in 1367 de Universiteit van Fünfkirchen op. De macht van Lodewijk werd echter verzwakt in de zin dat hij geen mannelijke nakomelingen had.

### Unie met Polen
Omdat zijn oom langs moederkant, koning Casimir III van Polen, geen mannelijke nakomelingen had, werd Lodewijk reeds in 1351 tot erfgenaam van de Poolse troon benoemd. Toen Casimir in 1370 stierf, werd Lodewijk op 17 november 1370 in Krakau tot koning van Polen gekroond. Lodewijk bemoeide zich echter niet intensief met het regeringsbeleid in Polen, keerde al snel terug naar Hongarije en stelde zijn moeder Elisabeth aan als regentes.
Het Hongaarse regime in Polen werd voornamelijk ondersteund door de Klein-Poolse magnaten, terwijl de Groot-Poolse aanhangers van hertog Ziemovit IV van Mazovië de oppositie tegen de nieuwe heerser vormden. Tegelijkertijd probeerde Lodewijk om enige Poolse randprovincies in Hongarije te integreren. Dit kon hij met andere gebieden niet doen, omdat de daadwerkelijke macht daar bij lokale vorsten lag.
In de rest van Polen was Lodewijk weinig geïnteresseerd, behalve dat hij het na zijn dood wou laten erven door zijn dochters Maria en Hedwig. Het probleem was echter dat in Polen enkel mannelijke nakomelingen erfgerechtigd waren. In 1374 kreeg hij van de Poolse adel de toestemming om vrouwelijke erfopvolging mogelijk te maken. Op voorwaarde moest hij echter de belastingen voor de adel verlagen en werd Lodewijk verplicht om geen buitenlandse ambtenaren aan te duiden, Polen als zelfstandig koninkrijk te erkennen en zich in te zetten om verloren Poolse gebieden opnieuw te bemachtigen. Door deze voorwaarden in te willigen, kreeg de Poolse adel meer macht. Zijn constante afwezigheid en het feit dat hij zich concentreerde op dynastieke plannen zorgden er echter voor dat Lodewijk in Polen ongeliefd bleef, hoewel hij de steden- en handelsontwikkeling van Polen ondersteunde.
Ondanks verschillende toegevingen kon Lodewijk niet verhinderen dat er in Polen een adelopstand uitbrak. De adel in Groot-Polen had voor de troonsbestijging van Lodewijk meermaals verzocht om leden van de zijlinies van het huis Piasten op de Poolse troon te plaatsen, maar dit bleek slechts in weinig regio's succesvol. Nadat het grootvorstendom Litouwen in 1376 delen van Hongarije plunderde en Lodewijk daar amper op reageerde, begon ook in Klein-Polen de tegenstand tegen Lodewijk te groeien. In december 1376 kwam het in Krakau tot een opstand, waarbij de Hongaren en stadhouder Elisabeth verdreven werden. Pas dan reageerde Lodewijk en begon hij de door de Litouwers bezette gebieden te heroveren. Korte tijd later integreerde Lodewijk de Poolse provincie Rood-Roethenië in het koninkrijk Hongarije, wat tot verschillende opstanden in Groot-Polen leidde. Hij reageerde echter niet op deze opstanden.
In 1382 stierf Lodewijk in de Hongaarse stad Nagyszombat, waarna hij in de kathedraal van Székesfehérvár werd bijgezet.

## Huwelijken en nakomelingen
In 1345 huwde Lodewijk met Margaretha van Luxemburg (1335-1349), dochter van keizer Karel IV van het Heilige Roomse Rijk. Het huwelijk bleef kinderloos.
In 1353 hertrouwde hij met Elisabeth van Bosnië (1340-1387), dochter van ban Stefanus II Kotromanić van Bosnië. Uit het huwelijk werden vier kinderen geboren:
- Maria (1365-1366)
- Catharina (1370-1377), verloofd met hertog Lodewijk I van Orléans
- Maria (1371-1395), koningin van Hongarije, huwde in 1385 met Sigismund van Luxemburg
- Hedwig (1373-1399), koningin van Polen, huwde in 1386 met grootvorst Jogaila van Litouwen

## Voorouders
| Voorouders van Lodewijk I van Hongarije | Voorouders van Lodewijk I van Hongarije                                     | Voorouders van Lodewijk I van Hongarije                                     | Voorouders van Lodewijk I van Hongarije                                       | Voorouders van Lodewijk I van Hongarije                                       | Voorouders van Lodewijk I van Hongarije                                    | Voorouders van Lodewijk I van Hongarije                                    | Voorouders van Lodewijk I van Hongarije                                    | Voorouders van Lodewijk I van Hongarije                                    |
| --------------------------------------- | --------------------------------------------------------------------------- | --------------------------------------------------------------------------- | ----------------------------------------------------------------------------- | ----------------------------------------------------------------------------- | -------------------------------------------------------------------------- | -------------------------------------------------------------------------- | -------------------------------------------------------------------------- | -------------------------------------------------------------------------- |
| Overgrootouders                         | Karel II van Napels (1254-1309) ∞ 1270 Maria van Hongarije (1257-1323)      | Karel II van Napels (1254-1309) ∞ 1270 Maria van Hongarije (1257-1323)      | Rudolf I (rooms-koning) (1218-1291) ∞ 1245 Gertrude van Hohenberg (1255–1281) | Rudolf I (rooms-koning) (1218-1291) ∞ 1245 Gertrude van Hohenberg (1255–1281) | Casimir I van Koejavië (1211-1267) ∞ Constance van Polen (1221-1257)       | Casimir I van Koejavië (1211-1267) ∞ Constance van Polen (1221-1257)       | Bolesław de Vrome (1224-1279) ∞ Helena van Silezië (1235-12989)            | Bolesław de Vrome (1224-1279) ∞ Helena van Silezië (1235-12989)            |
| Grootouders                             | Karel Martel van Anjou (1271-1295) ∞ 1270 Clemence van Habsburg (1262-1295) | Karel Martel van Anjou (1271-1295) ∞ 1270 Clemence van Habsburg (1262-1295) | Karel Martel van Anjou (1271-1295) ∞ 1270 Clemence van Habsburg (1262-1295)   | Karel Martel van Anjou (1271-1295) ∞ 1270 Clemence van Habsburg (1262-1295)   | Wladislaus de Korte (1260-1332) ∞ Hedwig van Kalisz (1266-1339)            | Wladislaus de Korte (1260-1332) ∞ Hedwig van Kalisz (1266-1339)            | Wladislaus de Korte (1260-1332) ∞ Hedwig van Kalisz (1266-1339)            | Wladislaus de Korte (1260-1332) ∞ Hedwig van Kalisz (1266-1339)            |
| Ouders                                  | Karel I Robert van Hongarije (1288-1341) ∞ Elisabeth van Polen (1305-1380)  | Karel I Robert van Hongarije (1288-1341) ∞ Elisabeth van Polen (1305-1380)  | Karel I Robert van Hongarije (1288-1341) ∞ Elisabeth van Polen (1305-1380)    | Karel I Robert van Hongarije (1288-1341) ∞ Elisabeth van Polen (1305-1380)    | Karel I Robert van Hongarije (1288-1341) ∞ Elisabeth van Polen (1305-1380) | Karel I Robert van Hongarije (1288-1341) ∞ Elisabeth van Polen (1305-1380) | Karel I Robert van Hongarije (1288-1341) ∞ Elisabeth van Polen (1305-1380) | Karel I Robert van Hongarije (1288-1341) ∞ Elisabeth van Polen (1305-1380) |
| Lodewijk I van Hongarije (1326-1382)    |                                                                             |                                                                             |                                                                               |                                                                               |                                                                            |                                                                            |                                                                            |                                                                            |

Siemowit · Lestko · Siemomysł · Mieszko I · Bolesław I · Mieszko II Lambert · Bezprym · Mieszko II Lambert · Casimir I · Bolesław II · Wladislaus I Herman · Zbigniew · Bolesław III · Wladislaus II · Bolesław IV · Mieszko III · Casimir II · Leszek I · Wladislaus III · Mieszko IV · Koenraad · Hendrik I · Hendrik II · Koenraad · Bolesław V · Leszek II · Hendrik IV · Przemysł II · Wenceslaus II · Wenceslaus III · Wladislaus I · Casimir III · Lodewijk · Hedwig · Wladislaus II Jagiello · Wladislaus III · Casimir IV · Jan I Albrecht · Alexander · Sigismund I · Sigismund II August I · Hendrik · Anna · Stefanus Báthory · Sigismund III · Wladislaus IV · Jan II Casimir · Michaël Korybut Wiśniowiecki · Jan III Sobieski · August II · Stanislaus I Leszczyński · August II · Stanislaus I Leszczyński · August III · Stanislaus II August Poniatowski